# Fontes de São Pedro de Rates
As Fontes de São Pedro de Rates são duas fontes situadas nas freguesias de Balazar e Rates no município da Póvoa de Varzim; estas fontes são, popularmente, vistas como milagrosas devido a São Pedro de Rates que as terá usado para beber água.

## Fonte de Balazar
No início do século XVIII, o Padre Carvalho da Costa na Corografia Portuguesa, fala de uma fonte num lugar da freguesia de Balazar: Na aldeia do Casal está a fonte em que São Pedro de Rates estava de joelhos, bebendo, quando os tiranos vinham atrás dele, de Braga, para o matarem, e foi Deus servido de que o não vissem, estando patente à vista. Dizem que duas covinhas que tem são de seus santos joelhos. Vêm a esta fonte muitos enfermos de maleitas e, bebendo dela, voltam livres do achaque.

## Fonte de Rates
Na fonte de Rates existia uma pedra furada que, segundo crença popular, tem efeitos curativos em casos de esterilidade, sendo vingativo para com as fêmeas, mulheres e animais quando grávidas. Por este motivo no dia 26 de Abril, em algumas aldeias as mulheres grávidas e os animais não trabalham.